# Leilah Moreno
Leilah Moreno, nombre artístico de Leila Conejo Gonçalves (São José dos Campos, 29 de enero de 1985) es una actriz, cantante, danzarina, compositora y empresaria brasileña, tres veces postulada a los Premios Grammy Latinos. Leilah también formó parte de la banda del programa Altas Horas.

## Biografía
inició su carrera a los nueve años de edad en el grupo de partido alto Última Hora. Con mucha independencia, a los doce años montó su propia banda, donde cantaba varios estilos musicales.
Participó del cuadro "Quien Sabe Canta, Quien no sabe baila" del Programa Raul Gil en la Red Record".
Abrió shows y eventos para artistas renomados como Chitãozinho & Xororó, Milton Nacimiento, Daniela Mercury, Daniel, entre otros.
Hizo temporada en el musical "Missiones" en la Argentina y fue reconocida por la crítica como una voz única.
En 2002, grabó el CD Mis Secretos por la Warner Music (50 mil copias vendidas) y también abrió el show de la cantante internacional Gloria Gaynor en el escenario del Olympia en São Paulo.
Participó de la coletânea "Divas de Brasil" por la EMI de Portugal en 2003 y el mismo año fue reconocida en Europa cómo una de las 30 mejores voces del siglo. Lanzó el CD CENSURADO, el clip "Viene a bailar", que transformó en hit en las pistas de baile de todo el país.
En 2005, fue contratada por la Red Globo para formar parte de las vocalistas de la banda "Altas Horas" del programa homónimo del presentador Serginho Groisman.
En febrero de 2006, protagonizó como el personaje Barbarah en la miniserie de la Red Globo y en él, posterior, Antônia de Tata Amaral, producido por O2 Películas de Fernando Meirelles al lado de Cindy Mendes, Negra Li y Quelynah. El mismo año fue contratada para formar parte del equipo de la grabadora Universal Music de Brasil y lanzó el CD V.I.P, con el éxito de "Levanta la Mano".
En 2007, fue nominada a los Premios Grammy Latinos en las categorías Revelación del Año, Álbum urbano del Año (por VIP) y Canción urbana del Año (por Levanta la Mano).
Debido a los altos índices de audiencia del seriado Antônia, el éxito continuó en una segunda temporada en octubre de 2007. En 2009, fue seleccionada para el elenco del musical "Hairspray", de Miguel Falabella. Tuvo que desistir de la pieza una semana después cuando fue diagnosticada con leucemia. La actriz se curó de la enfermedad. Y, es vegetariana
En 2011, Leilah lanzó la música "You're Not Here" en asociación con el productor y DJ Allan Natal en Brasil, donde la música fue aceptada por el público. Entre fines de 2011 y el comienzo de 2012, participó de la novela Aquel Beso como antagonista principal personaje Grace Kelly.

## Carrera

### Televisión
- 2005 - América... Nuestra Señora de Guadalupe
- 2006 - Antônia.... Barbarah
- 2007 - Siete Pecados.... Nalah
- 2011 - Aquel Beso.... Grace Kelly

### Cine
- 2006 - Antônia.... Barbarah
- 2009 - Cuánto Dura el Amor?.... Michelle

## Discografía

### Álbumes de estudio
- 2002: Mis Secretos
- 2003: Censurado
- 2006: VIP
- 2014: Alive EP Remix Versions

### Simples
- 2002: No Tengo Hora Para Volver #65
- 2002: Quiero Usted
- 2003: Viene A Bailar #61
- 2004: Desaparezca
- 2004: Si Rolar
- 2005: Si No Fuera Con Usted
- 2006: Levanta la Mano (Jack Yor Body) #36
- 2006: We'll Be Forever"
- 2007: Rap Zone
- 2007: Mientras más Yo Huyo
- 2010: Rhythm Is la Dancer
- 2011: You're Not Here
- 2014: Alive

## Giras
Leilah Moreno realizó sus pokets shows abriendo shows de otros cantantes, como Gloria Gaynor. Leilah cerró la primera parte de la turnê Rhythm Is La Dancer en 2010 con 150 presentaciones. 
- 2002-2003: Turnê de mis Secretos (Brasil y Portugal)
- 2004-2005: Censurado Tour (Brasil)
- 2006-2007: VIP (Brasil, Estados Unidos, Portugal, Suiza y Alemania)
- 2010-2011: Rhythm Is La Dancer (Brasil, México y Estados Unidos)
- 2012: Black Diamond Tour
- 2013-Actualmente: Neon 3D